# رشته‌کوه گرین

کوه گیرون (Girun) در نقشهٔ هاینریش کیپرت

گرین  از ارتفاعات مهم زاگرس میانی در حد فاصل استان‌های کرمانشاه، لرستان و همدان است. گرین با طول بیش از ۱۸۰ کیلومتر، بخش اعظم مساحت شهرستان‌های بروجرد، الشتر و نورآباد در استان لرستان، شهرستان نهاوند در استان همدان و نیز بخش‌هایی از شهرستان‌های کنگاور و هرسین در استان کرمانشاه را فرا گرفته‌است. گرین در بخش شمالی زاگرس مرتفع قرار دارد.
در زبان اوستایی گَیری [gairi] به معنای کوهستان است.
نام گرین در زبان لکی گروین «garvin» و در لری گرّو یا گرّی «garri» خوانده می‌شود. هاینریش کیپرت در نقشهٔ ۱۸۶۵ کوهستان گرین را موقعیتی میان هرسین و نهاوند با نام کوه گیرون (Girun) مشخص کرده‌است. نام گرین برگرفته از نام گریران (به لکی: گری لان) واقع در دامنهٔ کوه گرین است. سر اورل اشتاین با بررسی تپهٔ گریران در ۱۹۳۶–۱۹۳۸ آن را یک مرکز مهم تجاری در حدود سه هزار سال قبل از میلاد پیش‌بینی کرد که مشابه آن را می‌توان از محوطه‌های یافت شده در زاگرس به مانند گودین کرمانشاه و گیان نهاوند نام برد. در دیگر منابع نام این رشته‌کوه به صورت کرون ذکر شده‌است
در لغت‌نامهٔ جغرافیایی Lexique géographique در زیر واژه و عنوان «زاگرو» آمده‌است:
«رشته‌کوهی است در آسیا که از شمال غربی به جنوب شرقی کشیده شده .»

## ویژگی‌های زمین‌شناسی و جغرافیایی
تاقدیس گرین در امتداد شمال غرب به جنوب شرق بخشی از رشته‌کوه زاگرس است. این تاقدیس مجموعهٔ ناهمگونی از لایه‌های رسوبی و آتشفشانی دورهٔ کرتاسه تا الیگومیوسن است. سری‌های آهکی و دولومیتی فراوانی بیشتری داشته و به‌طور کلی بیشترین وسعت سنگ‌های کربناته در تاقدیس گرین مربوط به سنگ‌های دولومیتی و آهک ژوراسیک پایینی است. این منطقه با شدت زیادی تکتونیزه شده و گسل و شکستگی‌های متعددی توده‌های سنگی منطقه را قطع نموده‌اند. جهت‌گیری گسل‌ها در دو سوی گرین و در موازات گرین است. مهم‌ترین گسل‌های گرین گسل جوان زاگرس است و دیگر گسل‌های آن گسل گرین - گاماسیاب و گرین-کهمان است.

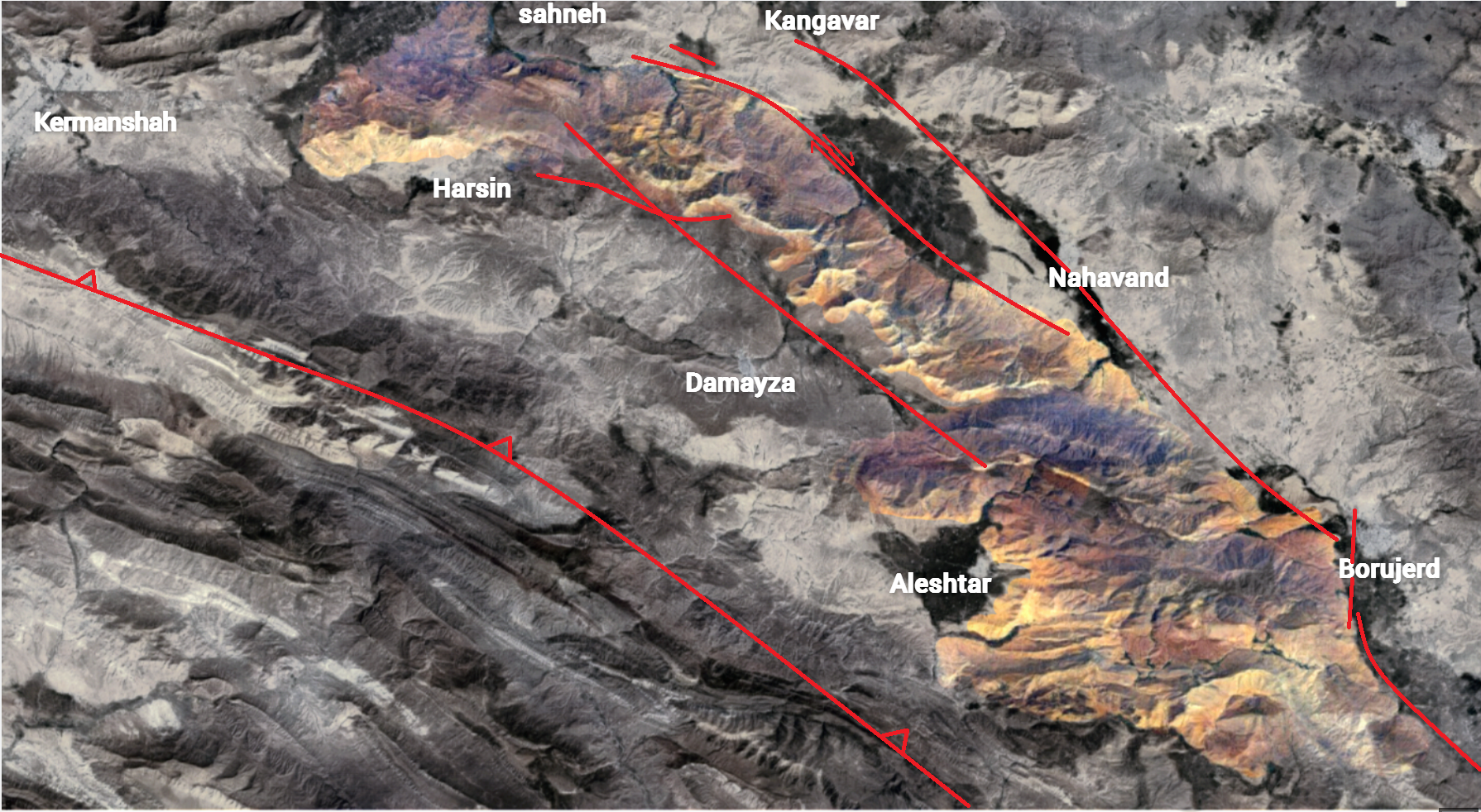
رشته‌کوه گرین و موقعیت شهرها و گسل‌های پیرامون آن

گسل نهاوند از ۵۵ کیلومتری غرب بروجرد تا شمال‌غربی نهاوند در راستای شمال ۳۲۰ درجه، امتداد دارد. گسل نهاوند از چند قطعهٔ مجزا تشکیل شده که هر کدام نام‌های جداگانه دارند. گسل نهاوند از فعالین‌ترین گسل‌های ایران به‌شمار می‌رود. که عامل زمین‌لرزه‌های پرشمار نهاوند و شهرهای اطراف اشت از جمله زمین‌لرزه‌های ۱۲۸۷ بروجرد، ۱۳۸۵ بروجرد، ۱۳۳۶ فارسینج و زمین‌لرزه ۱۳۳۷ نهاوند.

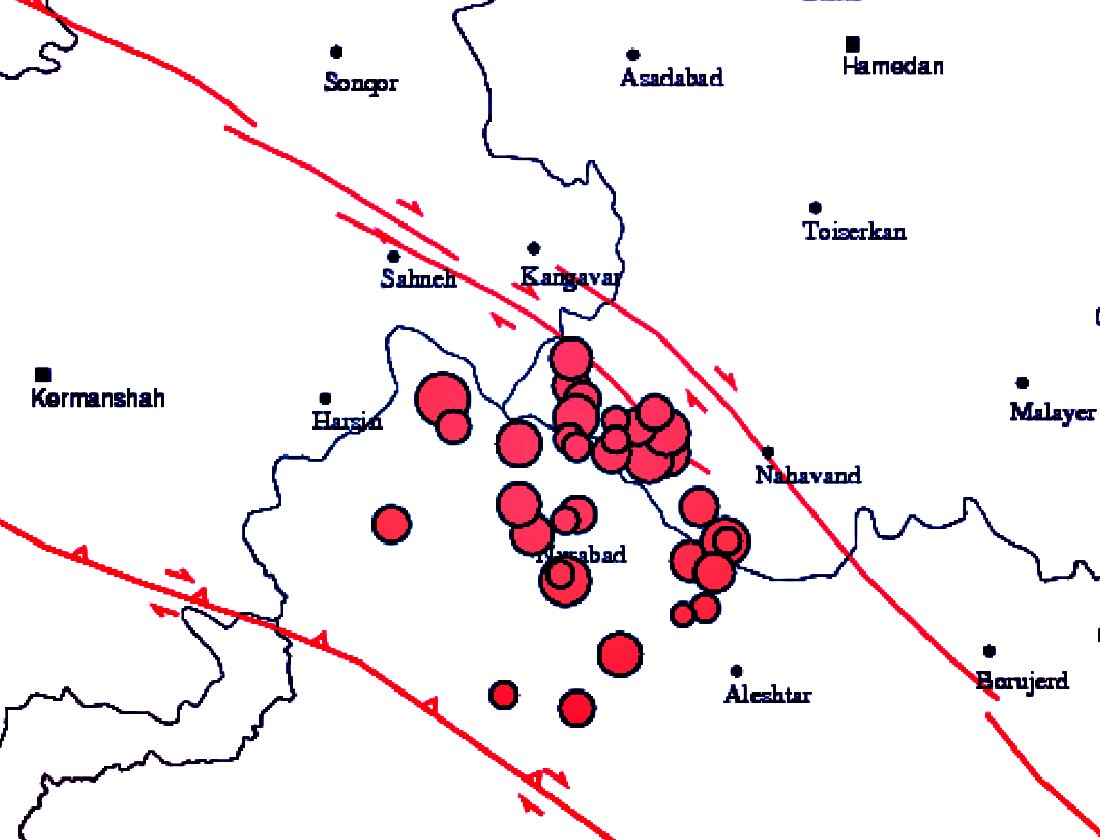
موقعیت وقوع زمین‌لرزه‌های پیرامون گرین با شدت بیش از ۳ درجه در مقیاس ریشتر

فروچاله‌ها و اووالاها اشکال کارستی هستند که در نتیجهٔ توسعهٔ شدید کارست و به هم پیوستگی فروچاله‌های متعدد پدید آمده‌اند. شکل‌گیری یک اووالا نیازمند ایجاد شرایط انحلالی وسیع و به هم پیوستگی شبکه‌ای از مجاری و کانال‌های زیرزمینی است. در نهایت پدیدهٔ ریزش یا نشست در سطحی وسیع منجر به ظهور سطحی این نوع خاص از مورفولوژی می‌شود. برف‌چال‌های گرین و غارهای آن بخشی از شبکهٔ مجاری کارست گرین هستند که شناخته‌شده‌ترین غار آن غار چشمه گاماسیاب است که در گذشته محل خروج چشمهٔ کارستی گاماسیاب بوده‌است. این غار خشک به عرض ۳ متر و ارتفاع حداکثر ۶ متر است. سازند آهکی- کارستی گرین در ادامهٔ رشته‌کوه‌های شاهو و پراو است و به اشترانکوه ختم می‌شود. گسل‌ها و کارست گرین عامل پیدایش چشمه‌های کهمان، هرسین، ونایی، گاماسیاب و… است.

## تاریخ و تمدن
در ۸۲۰ پیش از میلاد رشته‌کوه گرین مرز طبیعی میان ماد و الیپی بود.
کُر(kur) بخشی از رشته‌کوه گرین به طول ۴۷ کیلومتر میان شهرستان‌های دلفان و نهاوند و تا استان کرمانشاه ادامه یافته‌است. قلل برجستهٔ آن سَرتزن، نوخی، هرسکه، سنان‌کوه، خِرک و سر کُران هستند. در کتیبه‌های سومری واژهٔ کُر یا کور به معنی کوه و خطاب به رشته‌کوه‌های زاگرس است و هم به معنی سرزمین بیگانه یا خارجی است، لفظ کُر در ادبیات سومری به معنای مملکت نیز به‌کار رفته‌است.
تپه گریران (به لکی گری لان) مربوط به دوران پیش از تاریخ ایران باستان است و در شهرستان سلسله و در محل تنگهٔ موسوم به «دره آش» تپهٔ نسبتاً بزرگی است و به ارتفاع تقریبی ۲۰ متر که در دامنهٔ کوه گرین قرار دارد.
تپه ضحاک یا دیور گوجر در استان کرمانشاه با شمارهٔ ثبت ۱۲۱۵۸ به‌عنوان یکی از آثار ملی ایران به ثبت رسیده‌است.
تپه گیان بزرگ‌ترین بخش قدیمی و تاریخی نهاوند است. قدمت آن به ۵۵۰۰ سال پیش از میلاد می‌رسد. نخستین ساکنان گیان کاسی‌ها بودند
تپه‌یزدان تپهٔ باستانی هم‌عصر با تپه گیان و گودین در دامنهٔ کوه گرین و در شمال غربی نهاوند قرار دارد که دارندهٔ آثاری متنوع از ادوار مس‌ و سنگ، مفرغ، آهن، دوران تاریخی تا ادوار مختلف اسلامی است.
تپه گنج‌دره (به لکی: چیا خزینه) مربوط به دوره نوسنگی است که در دامنهٔ شمالی کوه گرین در محل شهرستان هرسین، روستای قیسوند قرار دارد. مربوط به هزارهٔ نهم پیش از میلاد بوده و آثار باستانی کشف شده حاکی از آن است که بز در ۱۰ هزار سال پیش از میلاد در این منطقه اهلی شده بود. ظروف سفالین درشت با جدارهٔ ضخیم که با آتش به صورت نامنظم پخته شده‌اند پیکان‌های سنگی، اشیاء استخوانی، کوزه‌ها، کاسه‌ها، مهره‌ها و زینت‌آلات از جمله آثار و اشیاء به دست آمده در تپهٔ گنج‌دره هستند.
تپه سیکوند برخی این تپه را بقایای دژ سیکی ووتیش که در سنگ‌نبشته بیستون به آن اشاره شده‌است می‌دانند. این تپه مربوط به دوران پیش از تاریخ ایران باستان است و در شهرستان دلفان، روستای سیکوند واقع شد.

## قله‌ها
ولاش با بلندی ۳۶۳۰ متر مرتفع‌ترین قلهٔ رشته‌کوه گرین است.
یال کبود با ۳۵۴۱ متر ارتفاع و بازگیر (۳۶۵۹ متر)، در جنوب نهاوند از بلندترین قله‌های خط‌الرأس گرین هستند.
میش‌پرور (۳۴۲۰ متر)، هجده یال (۳۶۸۷ متر) و سه کوزان (۳۵۰۸ متر) در شرق الشتر و غرب بروجرد قرار دارند.
چهل نابالغان (۳۴۵۰ متر) در جنوب شرقی دلفان و جنوب غربی نهاوند قرار دارد.

## جغرافیا و محیط زیست
جغرافیای کوهستان گرین در نهاوند با وسعت حدود ۴۰ هزار هکتار دارای سیمای کوهستانی با دره‌ها و پناهگاه‌های طبیعی فراوان و شرایط آبی مناسب و پوشش گیاهی مطلوب برای گونه‌های حیات وحش است و به همین لحاظ تنوع گونه‌ای بالایی دارد. این ناحیهٔ در سال ۱۳۹۹ به عنوان منطقه شکارممنوع اعلام شد. ناحیهٔ مذکور شامل نواحی تاریک‌دره بالا، سیاه‌دره، فارسبان، چناری، گیان، کرک سفلی، کله‌مار، بیان و وراینه تا خط‌الرأس گرین در مرز استان لرستان است.

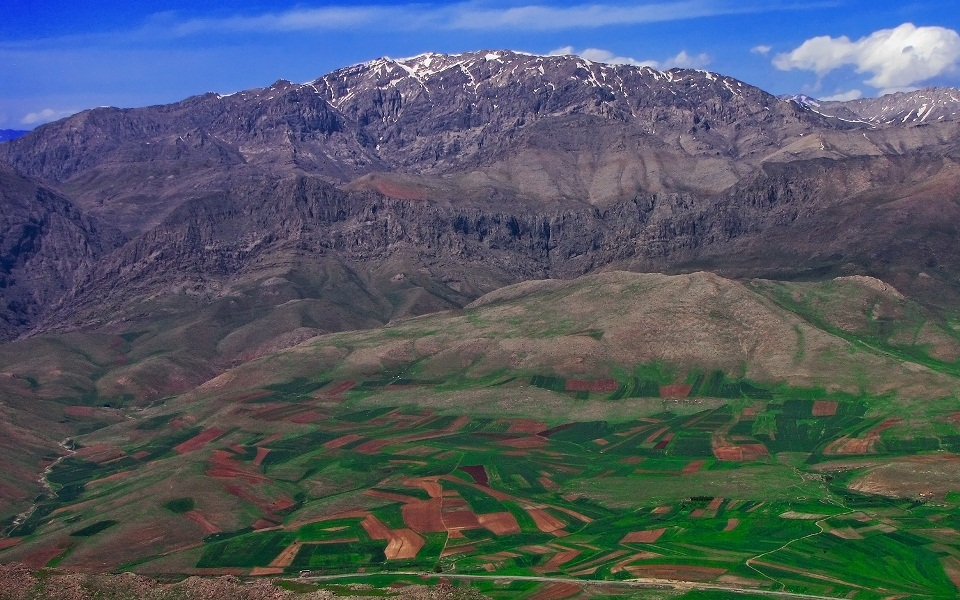
قلهٔ ولاش بروجرد

گرین یکی از کانون‌های آبگیر دائمی است که رودهای دز و گاماسیاب را تغذیه می‌کند. اکوسیستم گرین محل زندگی گونه‌های زیستی از جمله خرس، کفتار، گرگ، روباه و پلنگ است. بخش بزرگ این کوه در شرق و شمال دلفان بوده و جلوه‌های زیبایی به این منطقه می‌دهد. سراب‌هایی مانند کهمان، گاماسیاب، گیان، فارسبان، کنگاور کهنه و ملوسان و رشته‌کوه فرعی آردشان از این رشته‌کوه سرچشمه می‌گیرند. ضلع جنوبی کوه در شمال دشت الشتر قرار گرفته و رود کهمان از دامنه‌های گرین به دشت جاری می‌شود و پس از یکی شدن با آب رود کشکان به سیمره رسیده که در خوزستان به نام کرخه ادامه می‌یابد. سراب گاماسیاب با آبیاری دشت نهاوند به کرمانشاه سرازیر می‌شود. این رشته‌کوه تقریباً تا اواخر مرداد ماه برف دارد البته داخل دره‌ها مدت و گرمای بیشتری برای ذوب برف این کوه لازم است.

## نگارخانه

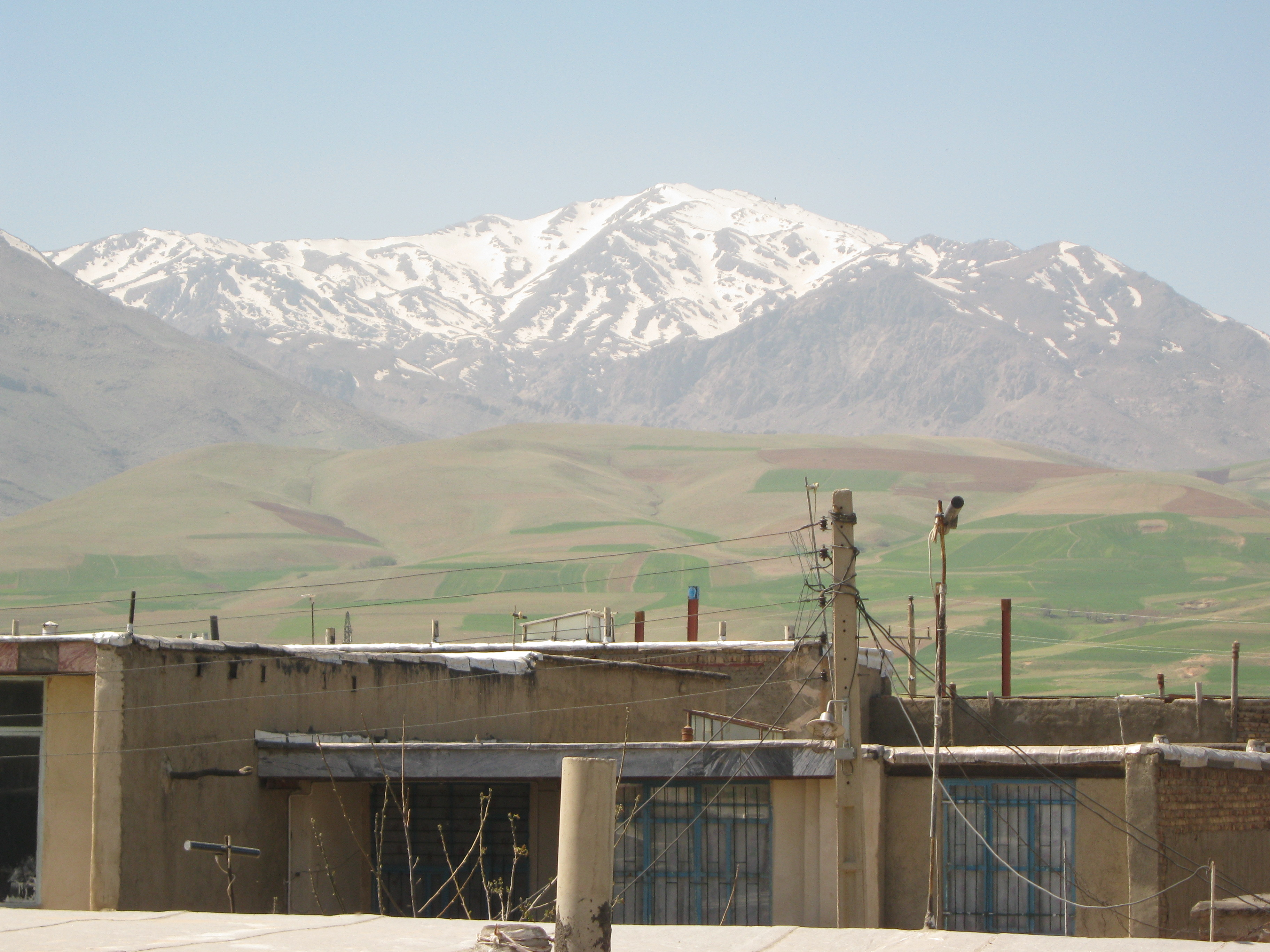
نمای کوه گرین
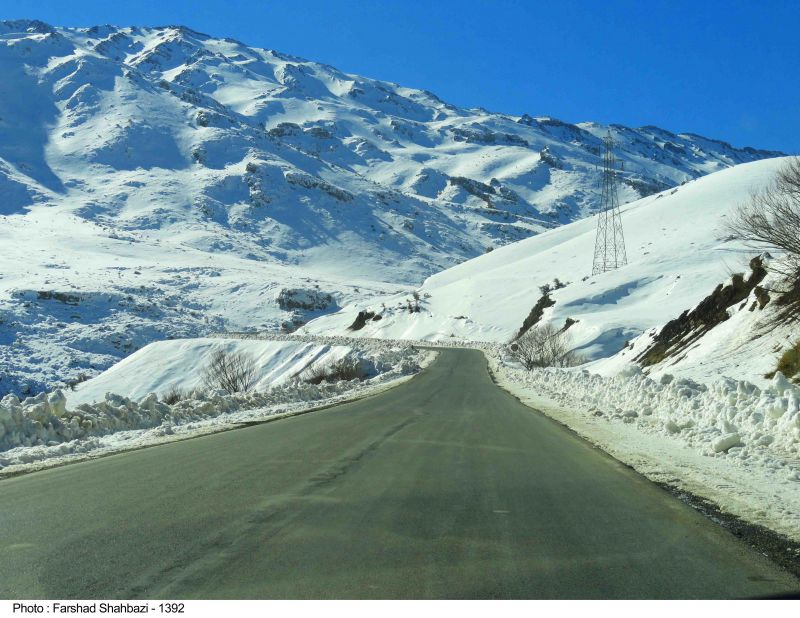
نمایی از کوه گرین در منطقه گاماسیاب نهاوند
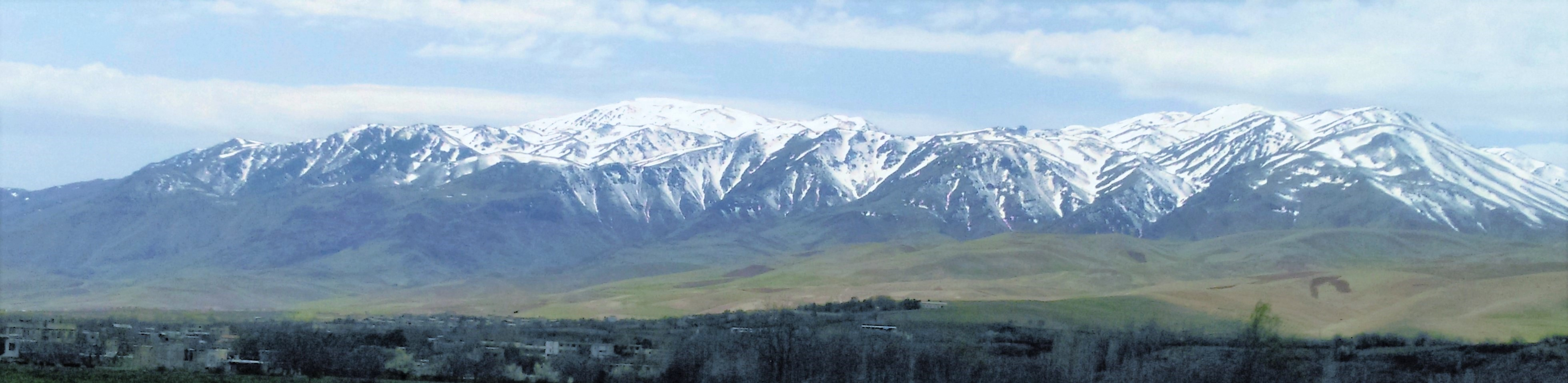
دامنه‌های جنوبی گرین در جنوب غربی بروجرد

## جستارهای ویژه
- فهرست کوه‌های ایران